# Semolino dolce
Il semolino dolce, anche detto frittura dolce (in piemontese fritura dossa), è un dolce italiano tradizionale del Piemonte. Lo si ottiene mettendo a bollire latte, zucchero, semolino e scorza di limone. Una volta compatto, lo si ritaglia a losanghe e si impana prima di friggerlo.

## Storia
Di origine molto antica, il semolino nacque come alimento di recupero e non era servito come dolce, ma fungeva da ingrediente del fritto misto alla piemontese. Oltre ad essere parte integrante del fritto misto, il semolino fritto accompagna oggigiorno il brasato al barolo, e viene consumato come dessert o spuntino, specialmente durante il periodo di carnevale. Il semolino dolce è tipico in particolar modo a Cuceglio, in provincia di Torino, dove si festeggia una sagra ad esso dedicata.